# Édes dundi Valentina
Az Édes dundi Valentina (eredeti címe: Mi gorda bella) 2002 és 2003 között vetített venezuelai telenovella, amelyet Carolina Espada alkotott. A főbb szerepekben Natalia Streignard, Juan Pablo Raba, Hilda Abrahamz, Norkys Batista és Norkys Batista látható.
Venezuelában az RCTV 2002. november 20-án, Magyarországon az RTL Klub 2004  március 1-jén mutatta be.

## Történet
Valentina egy kövér, ámde boldog és kedves lány. Egy lányintézetben nevelkedett. A diplomaosztója napján az édesanyja, Eva meghal. Anyja halála után Valentina a rokonaihoz, a Villanuevák-hoz költözik. Itt találkozik újra rég nem látott rokonaival: Juan Angellel és Segundóval, a nagybátyjaival, akik szeretnék, ha Valentina megkapná az őt megillető helyet; Pandorával, akinek elég labilis az idegi állapota, de ennek ellenére nagyon kedves lány. Aquilessel, a legfiatalabb unokatestvérével, aki elég zárkózott és nem tudja, hogy a férfiakat vagy a nőket szereti-e, de ennek ellenére kedves és intelligens fiú. Ninfával a szobalánnyal, akivel rögtön összebarátkozik. És Ariadnával és Olimpiával, akik megkeserítik az életét. Azonban a szerelem is rátalál, Orestes személyében. Orestesnek azonban barátnője van, Chiqui, aki teljesen Valentina ellentéte: nagyon szép, de legalább annyira undok és felszínes is. Idővel Orestes is beleszeret Valentinába. Olimpia, Orestes gonosz anyja mindent megtesz, hogy elvegye Valentinától az örökségét. Mivel a Villanueva-vagy nagyobb részének Valentina az örököse. Ebben segítségére van Roque is. Olimpia ármánykodásának köszönhetően Valentina azt hiszi, hogy Orestes becsapta, hogy csak a pénze kellett neki, és meg akarta ölni. Bánatában Spanyolországba utazik távoli nagynénjéhez Celestéhez. Egy év múlva lefogyva és álnéven, Bella de la Rosaként visszatér, hogy bosszút álljon Olimpián és Orestesen, és hogy megszerezze az örökségét és a házát. Azonban nem is sejti, hogy Orestes nem csapta be. És a szíve mélyén még mindig szerelmes Orestesbe.

## Szereplők
| Szereplő                                               | Színész               | Megjegyzés | Magyar hang                                        |
| ------------------------------------------------------ | --------------------- | --- | -------------------------------------------------- |
| Valentina Villanueva Lanz / Bella de la Rosa Montiel   | Natalia Streignard    | Eva és Luis Felipe lánya. Ariadna, Pandora és Aquiles unokatestvére. Orestes szerelme.                                                                                    | Árkosi Kati                                        |
| Orestes Villanueva Sevilla Mercouri / Ezüst Liliom     | Juan Pablo Raba       | Olimpia és Jose Manuel Sevilla fia. Juan Angel nevelt fia. Ariadna, Pandora és Aquiles féltestvére. Valentina szerelme.                                                   | Juhász Zoltán                                      |
| Olimpia Mercouri de Villanueva / Maria Joaquina Crespo | Hilda Abrahamz        | Juan Angel felesége. Orestes, Ariadna, Pandora és Aquiles édesanyja. | Simon Mari                                         |
| Juan Angel Villanueva                                  | Flavio Caballero      | Luis Felipe testvére. Olimpia férje. Ariadna, Pandora és Aquiles édesapja. Orestes nevelőapja. Valentina nagybátyja. Tza Tza szerelme.                                    | Tarján Péter                                       |
| Josefina Lanz Alvarado "Tza Tza"                       | Emma Rabbe            | Eva testvére. Valentina nagynénje. Juan Angel szerelme. | Spilák Klára                                       |
| Chiquinquira "Chiqui" Lorenz Rivero                    | Norkys Batista        | Jessica és Lorenzo lánya. Muneca nevelt lánya. Orestes menyasszonya. Ariadna barátnője. Később Franklin szerelme.                                                         | Németh Kriszta                                     |
| Franklin Carreno                                       | Jerónimo Gil          | Gladiola fia. Beatriz bátyja. Jordi barátja. Egy ideig szerelmes Valentinába. Később Chiqui szerelme.                                                                     | Bácskai János                                      |
| Lorenzo Lorenz "Lolo"                                  | Félix Loreto          | Chiqui édesapja. Muneca férje. Olimpia szeretője. | Koncz István                                       |
| Pandora Emilia Villanueva Mercouri / Hugo Fuguett      | Marianela González    | Olimpia és Juan Angel lánya. Ariadna és Aquiles testvére. Orestes féltestvére. Valentina unokatestvére. Jordi szerelme.                                                   | Törtei Tünde                                       |
| Jordi Rosales / Marianela "Nella" Lozada               | Hugo Vasquez          | Franklin barátja. Pandora szerelme. | Holl Nándor                                        |
| Roman Fonseca                                          | Luciano D’Alessandro  | Ariadna barátja. | Vári Attila                                        |
| Ninfa del Valle                                        | Prakriti Maduro       | Szobalány a Villanueva-házban. Valentina barátnője. Később Aquiles szerelme.                                                                                              | Fésűs Bea                                          |
| Aquiles Villanueva Mercouri                            | Carlos Felipe Álvarez | Olimpia és Juan Angel fia. Ariadna és Pandora testvére. Orestes féltestvére. Valentina unokatestvére. Később Ninfa szerelme.                                              | Markovics Tamás                                    |
| Roque Julia                                            | Marcos Moreno         | Olimpia cinkosa és bizalmasa. Szerelmes Olimpiába. | Vizy György                                        |
| Camelia "Muneca" Rivero de Lorenz                      | Belén Marrero         | Lorenzo felesége. Chiqui nevelőanyja. A végén beleszeret Mateóba. | Menszátor Magdolna                                 |
| Ariadna Margarita Villanueva Mercouri                  | Aileen Celeste        | Olimpia és Juan Angel lánya. Pandora és Aquiles testvére. Orestes féltestvére. Valentina unokatestvére. Chiqui barátnője. Szerelmes Romanba. A végén beleszeret Jorge-ba. | Koncz-Kiss Anikó                                   |
| Celeste Villanueva Arismendi De Dupont                 | Amalia Perez Diaz     | Segundo testvére. Valentina, Ariadna, Pandora és Aquiles nagynénje. Olimpia megöli.                                                                                       | Várnagy Katalin                                    |
| Segundo Villanueva Arismendi                           | Carlos Marquez        | Celeste testvére. Valentina, Ariadna, Pandora és Aquiles nagybátyja. Elena régi szerelme.                                                                                 | Versényi László                                    |
| Beatriz "Bea" Teresa Carreño Soler                     | Ana Beatriz Osorio    | Gladiola lánya. Franklin húga. Valentina barátnője. Szerelmes Alejandróba.                                                                                                | Orgován Emese                                      |
| Samuel Robinson                                        | Daniel Blasco         | Szerelmes Pandorába. |                                                    |
| Alejandro Silva                                        | Abelardo Behna        | Orestes barátja. Később beleszeret Beatrizbe. | Szokol Péter                                       |
| Fabiola Fonseca                                        | Sandra Martinez       | Roman unokatestvére. Szerelmes Aquilesbe. | Oláh Orsolya                                       |
| Jose Manuel Sevilla                                    | Daniel Alvarado       | Orestes édesapja. | Rosta Sándor                                       |
| Doña Elena                                             | Elisa Stella          | Szobalány a Villanueva-házban. Seundo régi szerelme. | Illyés Mari                                        |
| Beningo Matiz                                          | Eric Noriga           | Segundo bizalmasa. Orestes barátja. | Lázár Sándor                                       |
| Gladiola Soler de Carreño                              | Martha Pabón          | Beatriz és Franklin édesanyja. Tza Tza barátnője. | Fabó Györgyi                                       |
| Boligoma                                               | Miguel Angel Perez    | Orestes bizalmasa. | Bolla Róbert                                       |
| Nereida López                                          | Mayra Africano        | Szobalány a Villanueva-házban Szerelmes Roque-be. | Csampisz Ildikó                                    |
| Consuelo                                               | Jeanette Flores       | Egy ideig szerelmes Franklinbe. | Csondor Kata                                       |
| Rita                                                   | Gabriela Santeliz     | Szobalány a Lorenz-házban. | Ősi Ildikó                                         |
| Macedonio Ortega                                       | Enrique Izquierdo     | Tza Tza barátja. |                                                    |
| Mateo                                                  | Jesus Seijas          | Sofőr a Lorenz-házban. Orestes barátja. Szerelmes Munecába. |                                                    |
| Dolores Sánchez                                        | Soraya Sanz           | Tza Tza barátnője. Roque megöli. |                                                    |
| Daniel Eduardo                                         | Jose Carlos Grillett  | Consuelo fia. | Skolnik Rudolf                                     |
| Eva Lanz Alvarado de Villanueva                        | Mimí Lazo             | Luis Felipe felesége. Valentina édesanyja. Tza Tza testvére. Olimpia megöleti.                                                                                            |                                                    |
| Luis Felipe Villanueva                                 | Manuel Salazar        | Eva férje. Valentina édesapja. Juan Angel testvére. Ariadna, Pandora és Aquiles nagybátyja. Olimpia megöli.                                                               |                                                    |
| Jessica Lopez                                          | Nathalie Cortez       | Chiqui édesanyja. | Bokor Ildikó                                       |
| Debora Pereira                                         | Kareliz Ollarves      | Szerelmes Alejandróba. | Holló Orsolya                                      |
| Jorge Campos                                           | Rodolfo Renwick       | Egy ideig szerelmes Valentinába. Végül beleszeret Ariadnába. | Láng Balázs                                        |
| Natalia                                                | Sonia Villamizar      | Lorenzo szeretője. |                                                    |
| Viviana Duran                                          | Aleska Diaz Granados  | Divattervező. A végén összejön Lorenzóval. |                                                    |
| Ezquinaci                                              | Jose Manuel Ascensao  | Roman ügyvédje. | Albert Gábor                                       |
| Jose Ignacio Pacheco                                   | Jose Angel Avila      | Tza Tza ügyvédje. | Németh Gábor                                       |
| Agustin Pantoja                                        | Edgar Gomez           | Franklin és Jordi főnöke. | Pálmai Szabolcs                                    |
| Angelica                                               | Dora Mazzone          | Jósnő. |                                                    |
| Javier                                                 | Sandy Olivares        | Aquiles barátja. |                                                    |
| Carmen                                                 | Kristin Pardo         | Lorenzo titkárnője. |                                                    |
| Joel                                                   | Manuel Sosa           | Roman barátja. Szerelmes Ninfába. |                                                    |
| Joel                                                   | Winston Vallenilla    | Roman barátja. Szerelmes Ninfába. | Sótonyi Gábor (1. hang) Galbenisz Tomasz (2. hang) |
| Mayela                                                 | Virginia Urdaneta     | Szerelmes Jordiba. | Kerekes Andrea                                     |

### Magyar változat
- Magyar szöveg: Krajcs Judit
- Szinkronrendező: Szőnyi István

A szinkront a Hang-Kép Szinkroncsoport készítette.

## Dalok
- Jeremias-Poco a poco
- Jeremias-La cita
- A5-Supervisor de tus suenos
- Alexandre Pires-Amame
- Maia-Nina bonita

## Verziók
- A 2004-ben készült Dekho magar pyaar se indiai telenovella. Főszereplők: Shweta Agarwal és Keiteh Sequeira.
- A 2007-ben készült Manjalara malajziai telenovella. Főszereplők: Emelda Rosmila és Mustapha Kamal.
- A 2010–2011 között készült Llena de amor mexikói telenovella. Főszereplők: Ariadne Díaz és Valentino Lanús.